# Tailor Swif
Tailor Swif — пісня американського репера ASAP Rocky, випущена 30 серпня 2024 року як шостий сингл з його майбутнього четвертого студійного альбому «Don't Be Dumb».

## Бекґраунд і реліз
Пісня вперше просочилася після живого виступу Роккі на Rolling Loud Portugal у липні 2022 року під назвою «Wetty». Пізніше трек і відео до нього також потрапили в мережу. У липні 2023 року репер знову виконав пісню на Rolling Loud Miami, назвавши її «Wetty (Taylor Swift)». Натяки на співачку Тейлор Свіфт викликали низку дискусій у соціальних мережах. 29 серпня 2024 року репер оголосив пісню шостим синглом зі свого четвертого студійного альбому, змінивши назву на «Tailor Swif».

## Відеокліп
Музичне відео на пісню, режисерами якого стали Ваня Хейман і Гал Муджа, було випущено 30 серпня 2024 року на YouTube-каналі репера. Музичне відео було знято в столиці України, Києві. Роботою над відео займались українська компанія Shelter.film, а оператором виступив Денис Лущик (відомий роботою над відео Джамали «Шлях додому»).